# NSU駅
NSU駅（英語：NSU Station）はバージニア州ノーフォークにある駅。ノーフォーク州立大学（Norfolk State University、NSU）の辺りにある。